# Kuuluoto
Kuuluoto är en ö i Finland. Den ligger i sjön Viinijärvi och i kommunen Libelits i den ekonomiska regionen  Joensuu ekonomiska region  och landskapet Norra Karelen, i den sydöstra delen av landet, 400 km nordost om huvudstaden Helsingfors. Öns största längd är 20 meter i sydöst-nordvästlig riktning.